# Anne Marie Laursen
Anne Marie Laursen (11 febbraio 1993) è un'arciere danese.

## Palmarès
- Mondiali

Belek 2013: bronzo nella gara a squadre.
- Giochi europei

Minsk 2019: bronzo nella gara a squadre.